# Veronese-Einbettung
In der algebraischen Geometrie, einem Teilgebiet der Mathematik, bezeichnet die Veronese-Einbettung eine Einbettung projektiver Räume in höherdimensionale projektive Räume.

## Konstruktion
Es seien {\displaystyle d} und {\displaystyle n} natürliche Zahlen und {\displaystyle N={\tbinom {n+d}{d}}-1}.
Die Veronese-Einbettung
{\displaystyle \nu _{d}\colon P^{n}\to P^{N}}
ist dadurch definiert, dass {\displaystyle \left[x_{0}:\ldots :x_{n}\right]} auf alle Monome vom Grad {\displaystyle d} in lexikographischer Reihenfolge abgebildet wird.
Also zum Beispiel
für {\displaystyle n=1}:
{\displaystyle \nu _{d}(\left[x_{0}:x_{1}\right])=\left[x_{0}^{d}:x_{0}^{d-1}x_{1}:x_{0}^{d-2}x_{1}^{2}:\ldots :x_{1}^{d}\right]}
oder für {\displaystyle d=2}:
{\displaystyle \nu _{2}(\left[x_{0}:\ldots :x_{n}\right])=\left[x_{0}^{2}:x_{0}x_{1}:\ldots :x_{0}x_{n}:x_{1}^{2}:\ldots :x_{1}x_{n}:\ldots :x_{n}^{2}\right]}.
Durch die Veronese-Abbildung werden die zwischen den Variablen ursprünglich bestehenden polynomiellen Gleichungen in lineare Gleichungen umgewandelt. Dies ist oft nützlich, weil lineare Gleichungen leichter zu behandeln sind. Ein Beispiel ist etwa die Anwendung des Lefschetz-Hyperebenensatzes auf Hyperflächen im projektiven Raum: Hyperflächen lassen sich mittels der Veronese-Einbettung in Hyperebenen überführen, auf die der Hyperebenensatz angewandt werden kann.

## Regularität
Das Bild der Veronese-Einbettung ist eine projektive Varietät. Die Veronese-Einbettung ist eine reguläre Abbildung und hat eine reguläre Umkehrabbildung.
Wenn {\displaystyle Y\subset P^{n}} eine projektive Varietät ist, dann ist {\displaystyle \nu _{d}(Y)\subset P^{N}} ebenfalls eine projektive Varietät.

## Rationale Normale Kurven
Für {\displaystyle n=1} werden die Bilder der Veronese-Einbettung als rationale normale Kurven bezeichnet.

### Beispiele
- {\displaystyle d=1}: Man erhält die projektive Gerade {\displaystyle P^{1}}.
- {\displaystyle d=2}: Man erhält die Parabel {\displaystyle \left[x^{2}:xy:y^{2}\right]}, in affinen Koordinaten {\displaystyle (y,y^{2})}.
- {\displaystyle d=3}: Man erhält die getwistete Kubik {\displaystyle \left[x^{3}:x^{2}y:xy^{2}:y^{3}\right]}, in affinen Koordinaten {\displaystyle (y,y^{2},y^{3})}.

### Äquivarianz
Die Veronese-Einbettung {\displaystyle \nu _{d}\colon \mathbb {R} P^{1}\to \mathbb {R} P^{d}} ist äquivariant bezüglich der irreduziblen Darstellung {\displaystyle SL(2,\mathbb {R} )\to SL(d+1,\mathbb {R} )}.
Allgemeiner gibt es für {\displaystyle \iota \colon \Gamma \subset SL(2,\mathbb {R} )} und für jede Hitchin-Darstellung, d. h. jede Deformation der Komposition der irreduziblen Darstellung mit {\displaystyle \iota }, eine äquivariante hyperkonvexe Kurve {\displaystyle \mathbb {R} P^{1}\to \mathbb {R} P^{n}}. Diese ist im Allgemeinen aber nicht durch Polynome gegeben, sondern nur Hölder-stetig.

## Veronese-Fläche
Das Bild von 
{\displaystyle \nu _{2}\colon P^{2}\to P^{5}}
wird als Veronese-Fläche bezeichnet.
Die Veronese-Fläche ist die einzige 2-dimensionale Severi-Varietät.